# SoftBank 810T
SoftBank 810T（ソフトバンク810T）は、東芝が開発しソフトバンクモバイルが販売するW-CDMA及びGSM通信方式に対応する携帯電話端末である。2006年10月27日発売。

## スペック
- サイズ：（幅×高さ×厚さ） 約49×約97×約20mm
- 質 量：約111g（電池パック装着時）
- 連続通話時間：W-CDMA網：約190分、GSM網：約320分
- 連続待受時間：W-CDMA網：約470時間、GSM網：約290時間
- 充電時間：約120分（急速充電器使用時）
- 通信方式：W-CDMA　GSM900/1800/1900
- メイン液晶：2.4インチQVGATFT液晶ディスプレイ （最大26万色）
- サブ液晶：0.8インチ（96×39ドット）有機EL（モノクロ）
- メインカメラ：324万画素CMOSカメラ
- サブカメラ：32万画素CMOSカメラ
- 外部メモリー：microSD、最大2GB

## 特徴
- シンプルモードがさらに進化した「アドバンストシンプルモード」により、よく使う機能をメインメニューの段階でカスタマイズでき、携帯初心者などにも使いやすくなっている。
- 見やすく押しやすい「大きなドーム型のボタン」を採用。
- 厚さ20ミリの薄型サイズ。
- 外部メモリカードはmicroSD(公式には1GBまでの対応だが2GBタイプのものも使用できる)。

## カラーバリエーション
- ホワイト
- ピンク
- ブラック

## 対応サービス・機能
- アドバンストシンプルモード搭載
- ミュージックプレイヤー
- マイ絵文字
- フィーリングメール
- 赤外線機能
- バイリンガル
- デルモジ表示対応
- モバイル ルポ
- 3D待受キャラクター「くーまん」

| 主な対応サービス   | 主な対応サービス | 主な対応サービス | 主な対応サービス |
| ------------------ | ---------------- | ---------------- | ---------------- |
| サークルトーク     | ホットステータス | Yahoo!mocoa      | S!ループ         |
| S!タウン           | ライブモニター   | S!CAST           | S!FeliCa         |
| S!ケータイ動画     | PCサイトブラウザ | 電子コミック     | S!アプリ         |
| 着うたフル／着うた | アレンジメール   | S!アドレスブック | 3Gお天気アイコン |
| レコメール         | TVコール         | 国際ローミング   | S!GPSナビ        |